# Эпидермолитический ихтиоз
Эпидермолитический ихтиоз (ЭИ, ранее эпидермолитический гиперкератоз) — тяжёлая форма сухой шелушащейся кожи, которая начинается с покраснения, появления пузырьков, повреждения кожи и шелушения у новорожденных. Чрезмерное ороговение (утолщение) кожи обычно развивается через несколько месяцев. К другим симптомам относятся зуд, образование болезненных трещин, сильный запах тела и отсутствие пота. Тяжесть и степень поражения кожи разнятся. В числе возможных осложнений — обезвоживание, инфекция, включая сепсис, проблемы с суставами и электролитный дисбаланс.
Заболевание вызвано мутацией в гене, кодирующем белки кератин 1 или кератин 10, что приводит к нарушению структуры внешнего слоя кожи. Заболевание чаще всего наследуется по аутосомно-доминантному типу. В меньшей степени встречается рецессивная форма. Диагноз ставится на основании внешнего вида, биопсии кожи и генетического тестирования. Выделяют два основных типа: распространяющийся на ладони и подошвы и не распространяющийся на них.
Лечение включает регулярное нанесение густых увлажняющих средств, ретиноиды, наносимые на кожу в виде кремов или принимаемые внутрь, N-ацетилцистеин, лиарозол и кальципотриол. Антибактериальное мыло, хлоргексидин и ванночки с разбавленным гипохлоритом натрия могут уменьшить вторичную бактериальную колонизацию кожи. Тяжесть заболевания обычно уменьшается с возрастом.
Эпидермолитический ихтиоз встречается редко, поражая примерно 1 из 200 000—300 000 новорождённых. Мужчины и женщины страдают от него с одинаковой частотой. Заболевание впервые описал Брокк в 1902 году. Классификация по наличию или отсутствию на ладонях и подошвах была предложена в 1994 году ДиДжиованной и Бейлом. Из-за этого заболевания люди часто оказываются в социальной изоляции.